# Thuilley-aux-Groseilles
Thuilley-aux-Groseilles é uma comuna francesa na região administrativa de Grande Leste, no departamento de Meurthe-et-Moselle. Estende-se por uma área de 9,12 km². Em 2010 a comuna tinha 424 habitantes (densidade: 46,5 hab./km²).